# Juicio del Alto Mando

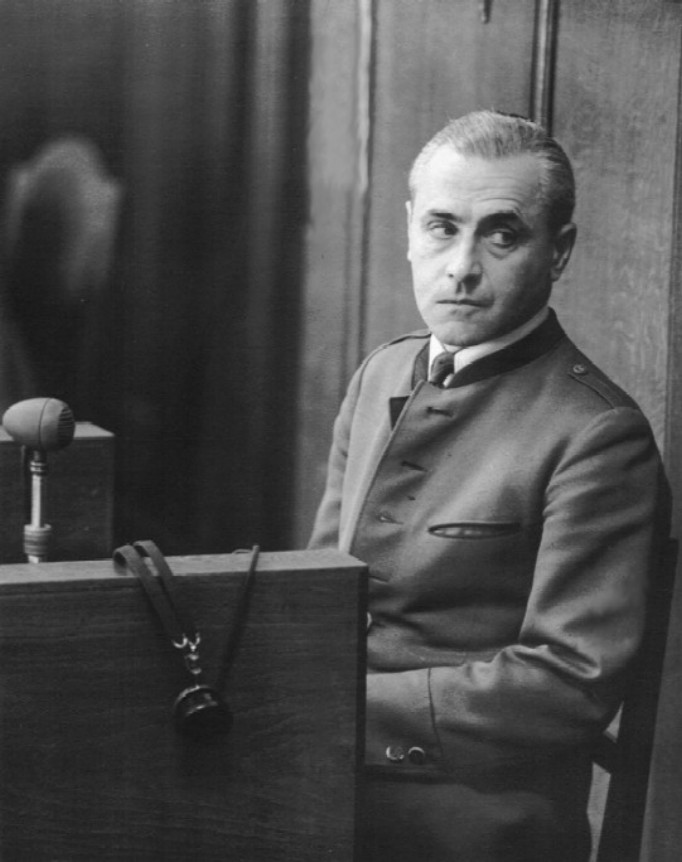
Walter Warlimont en el banquillo de los acusados del Caso del Alto Mando en Núremberg

El Juicio del Alto Mando (oficialmente, Los Estados Unidos de América vs. Wilhelm von Leeb, et al.), también conocido como Caso N.º 12 (el juicio de los 13 generales), y más tarde como Caso N.º 72 (el juicio del alto mando alemán: Juicio de Wilhelm von Leeb y otros trece), fue el último de los doce juicios por crímenes de guerra que las autoridades estadounidenses llevaron a cabo en su zona de ocupación de Alemania en Núremberg después del final de Segunda Guerra Mundial. Estos doce juicios se llevaron a cabo ante tribunales militares de EE. UU., no ante el Tribunal Militar Internacional, pero tuvieron lugar en las mismas salas del Palacio de Justicia. Los doce juicios estadounidenses se conocen colectivamente como los «Juicios posteriores a Núremberg» o, más formalmente, como los «Juicios de los criminales de guerra ante los Tribunales Militares de Núremberg» (NMT).

## Antecedentes
Los acusados en este juicio eran generales de alto rango de la Wehrmacht alemana (incluidos tres mariscales de campo y un almirante), algunos de los cuales habían sido miembros del Alto Mando de las fuerzas militares de la Alemania nazi. Fueron acusados de haber participado, planificado o facilitado la ejecución de numerosos crímenes de guerra y atrocidades cometidas en los países ocupados por las fuerzas alemanas durante la guerra.
Los jueces de este caso, oídos ante el Tribunal Militar V-A, fueron el estadounidense John C. Young (juez presidente), Winfield B. Hale y Justin W. Harding. El Jefe de Abogados de la Fiscalía fue Telford Taylor. La acusación fue presentada el 28 de noviembre de 1947; el juicio duró desde el 30 de diciembre de ese año hasta el 28 de octubre de 1948.

## Acusación

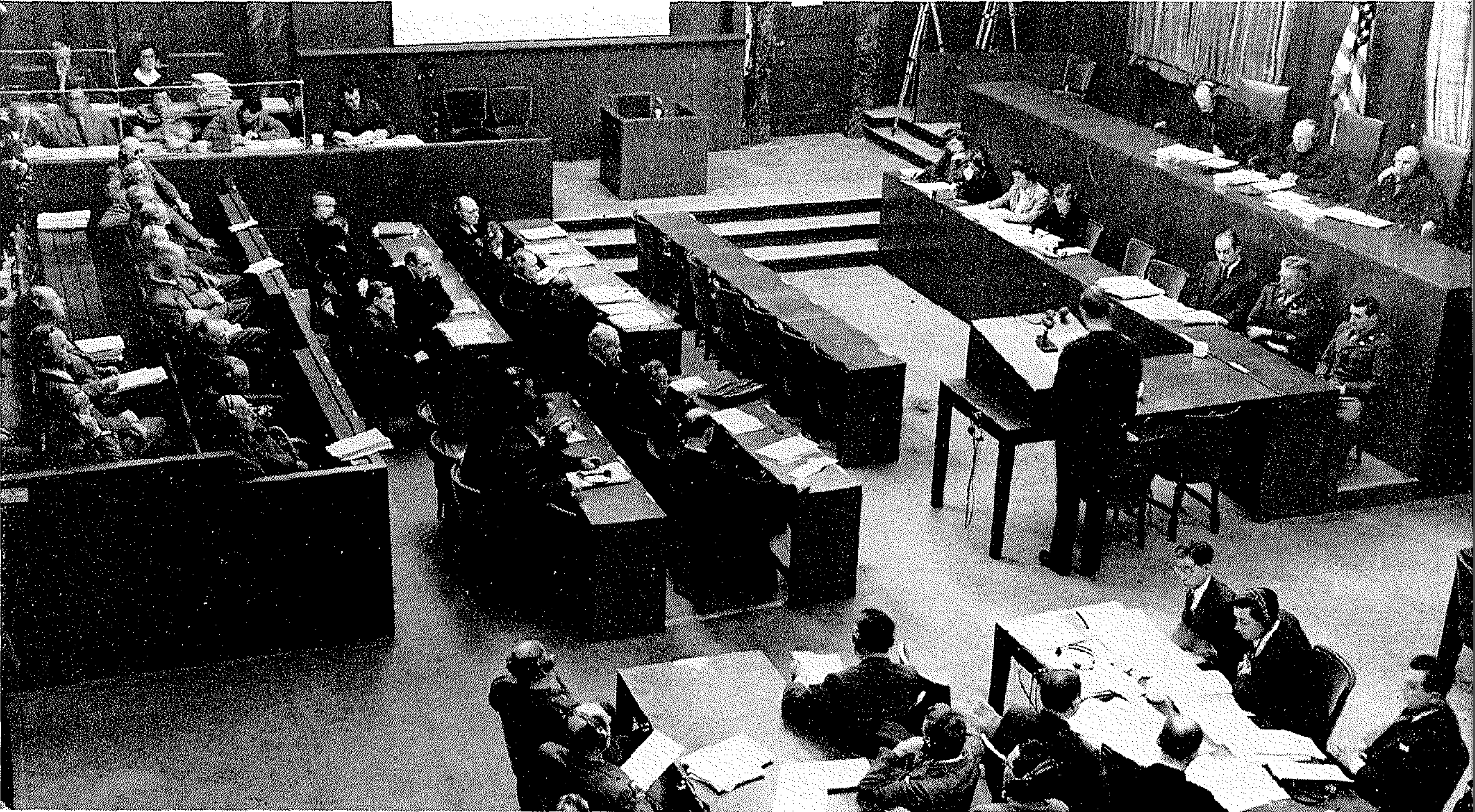
Sala de audiencias del Juicio del Alto Mando

Los acusados se enfrentaron a cuatro cargos por haber cometido crímenes de guerra y crímenes de lesa humanidad:
1. Crímenes contra la paz al librar una guerra de agresión contra otras naciones y violar numerosos tratados internacionales.
2. Crímenes de guerra al ser responsable de asesinatos, malos tratos y otros delitos contra prisioneros de guerra y beligerantes enemigos.
3. Crímenes de lesa humanidad al participar u ordenar el asesinato, tortura, deportación, toma de rehenes, etc. de civiles en países ocupados militarmente.
4. Participar y organizar la formulación y ejecución de un plan común y concertado para cometer los delitos antes mencionados.

Todos los acusados fueron acusados de todos los cargos; todos se declararon «inocentes». El cuarto cargo de la acusación, el cargo de conspiración, pronto fue retirado por el tribunal porque ya estaba cubierto por los otros cargos. En el primer cargo, el tribunal consideró a todos los acusados no culpables, afirmando que no eran los responsables de la formulación de las políticas y que prepararse para la guerra y librar una guerra por órdenes no era un delito penal según el derecho internacional aplicable de la época.

## Acusados y sentencias
De los catorce acusados, Otto Schniewind y Hugo Sperrle fueron absueltos de todos los cargos. Johannes Blaskowitz se suicidó durante el juicio y los once restantes recibieron sentencias de prisión que van desde tres años hasta cadena perpetua. Todas las sentencias incluyeron tiempo ya cumplido bajo custodia desde el 7 de abril de 1945. La siguiente tabla muestra, con respecto a cada cargo, si los acusados fueron acusados pero no condenados (I) o acusados y declarados culpables (G) y se enumeran por acusado, cargo y resultado. 
| Fotos | Nombre               | Cargos | Cargos | Cargos | Cargos | Sentencia       | Notas |
| Fotos | Nombre               | 1      | 2      | 3      | 4      | Sentencia       | Notas |
| ----- | -------------------- | ------ | ------ | ------ | ------ | --------------- | --- |
|       | Johannes Blaskowitz  | —      | —      | —      | —      | —               | Antiguo Generaloberst. Comandó el Grupo de Ejércitos G y el Grupo de Ejércitos H en Francia y los Países Bajos (1944-1945). Se suicidó durante el juicio el 5 de febrero de 1948. |
|       | Karl-Adolf Hollidt   | I      | G      | G      | I      | 5 años          | Antiguo Generaloberst. Liberado por buen comportamiento en diciembre de 1949. Murió en 1985. |
|       | Hermann Hoth         | I      | G      | G      | I      | 15 años         | Antiguo Generaloberst. Estuvo al mando del 3.ᵉʳ Ejército Panzer durante la Operación Barbarroja en 1941 y del 4.º Ejército Panzer durante la ofensiva de verano de la Wehrmacht en 1942. En apoyo de la Orden de los Comisarios, emitió una directiva en noviembre de 1941 instruyendo a sus comandantes subordinados a «exterminar de inmediato y sin piedad», «toda señal de resistencia activa o pasiva (...) por parte de los agitadores judío-bolcheviques». La sentencia fue revisada sin cambios en 1951. Fue puesto en libertad condicional en 1954; puesto en libertad condicional / sentencia reducida al tiempo cumplido en 1957. Murió en 1971. |
|       | Wilhelm von Leeb     | I      | I      | G      | I      | Pena cumplida   | Antiguo Generalfeldmarschall. Comandante del Grupo de Ejércitos Norte en la Unión Soviética (junio de 1941 - enero de 1942). Condenado por transmitir el decreto Barbarroja y su aplicación penal por unidades bajo su mando. Liberado después de la sentencia al haber cumplido la pena. Murió en 1956. |
|       | Rudolf Lehmann       | I      | G      | G      | I      | 7 años          | Antiguo Generaloberstabsrichter. Juez Abogado General del OKW y responsable del decreto Barbarroja que permitió el asesinato de civiles con el pretexto de contrarrestar la actividad partisana. Redactó el Decreto Nacht und Nebel de diciembre de 1941 que eliminó el acceso al debido proceso judicial a los acusados. Las tropas de la Wehrmacht aplicaron la orden en Francia, Holanda, Ucrania y otros países ocupados. Participó en la formulación de la Orden de los comandos y el Decreto de Terror y Sabotaje. Liberado en 1950 por buen comportamiento, murió en 1955.                                                                           |
|       | Georg von Küchler    | I      | G      | G      | I      | 15 años         | Antiguo Generalfeldmarschall. Comandante del 18.º Ejército en el Frente Oriental y más tarde del Grupo de Ejércitos Norte. Küchler estuvo directamente involucrado en el asesinato de personas con discapacidad mental. En diciembre de 1941, con su consentimiento expreso, unidades de la Sicherheitsdienst (SD) fusilaron a 240 enfermos mentales. Sentencia revisada en enero de 1951, sin modificaciones. Liberado en 1952 por motivos de salud. Murió en 1968. |
|       | Georg-Hans Reinhardt | I      | G      | G      | I      | 15 años         | Antiguo Generaloberst. Las tropas bajo su mando implementaron la Orden de los Comisarios en el Frente Oriental y también deportaron a civiles a campos de concentración. Sentencia revisada en enero de 1951, sin cambios. Liberado en 1952 por motivos de salud. Murió en 1963. |
|       | Karl von Roques      | I      | G      | G      | I      | 20 años         | Antiguo General der Infanterie. Como comandante de las áreas de retaguardia del Grupo de Ejércitos Sur, llevó a cabo políticas de exterminio contra partisanos soviéticos y civiles eslavos y judíos. Murió el 24 de diciembre de 1949. |
|       | Hermann Reinecke     | I      | G      | G      | I      | Cadena perpetua | Antiguo General der Infanterie. Jefe de la Oficina General de las Fuerzas Armadas del OKW, responsable de la creación e implementación de la política de prisioneros de guerra que resultó en la muerte de aproximadamente 3,3 millones de prisioneros de guerra soviéticos. Liberado en 1954. Muerto en 1973. |
|       | Hans von Salmuth     | I      | G      | G      | I      | 20 años         | Antiguo Generaloberst. Salmuth implementó la Orden de los Comisarios, incluido el asesinato y el maltrato de los prisioneros de guerra soviéticos. También fue declarado culpable de asesinato, deportación y toma de rehenes de civiles. Sentencia revisada en 1951, conmutada a 12 años y retroactiva a junio de 1945. Liberado en 1953 por buen comportamiento. Murió en 1962. |
|       | Otto Schniewind      | I      | I      | I      | I      | Absuelto        | Antiguo Generaladmiral. Comandante de flota (Kriegsmarine) (junio de 1941 - julio de 1944). Murió en 1964. |
|       | Hugo Sperrle         | I      | I      | I      | I      | Absuelto        | Antiguo Generalfeldmarschall de la Luftwaffe. Comandante de la Luftflotte 3 (febrero de 1939 - agosto de 1944). Murió en 1953. |
|       | Walter Warlimont     | I      | G      | G      | I      | Cadena perpetua | Antiguo General der Artillerie y Jefe del Departamento de Defensa Nacional en el OKW. Responsable de elaborar el decreto Barbarroja que permitió el asesinato de civiles con el pretexto de contrarrestar la actividad partisana. La sentencia fue conmutada a 18 años en 1951. Liberado en 1954. Muerto en 1976. |
|       | Otto Wöhler          | I      | G      | G      | I      | 8 años          | Antiguo General der Infanterie. Condenado por implementar el decreto Barbarroja, la deportación de civiles para trabajos forzados y cooperación con los Einsatzgruppen. Liberado en 1951. Muerto en 1987. |

## Consecuencias
Después del surgimiento de la República Federal, el canciller alemán Konrad Adenauer y el Bundestag intervinieron a favor de los acusados. El apalancamiento alemán aumentó a medida que crecía la urgencia del rearme de Alemania. Bajo estas intensas presiones, en 1950, el Alto Comisionado de los Estados Unidos, John J. McCloy, estableció una Junta Asesora sobre Clemencia presidida por el juez David W. Peck de Nueva York y, siguiendo su recomendación, redujo las sentencias de tres de los seis acusados del Alto Mando que aún estaban en prisión. Después de más procedimientos por parte de comisiones mixtas compuestas por miembros aliados y alemanes, el último de los acusados del Juicio del Alto Mando regresó a casa en 1953.